# Bergantino
Bergantino (venetisch Bergantin) ist eine italienische Gemeinde (comune) mit 2370 Einwohnern (Stand 31. Dezember 2023) in der Provinz Rovigo, Region Venetien.
Sie bedeckt eine Fläche von 18,18 km².